# 南剑州重建州学碑记
南剑州重建州学碑记，位于中国福建省南平市延平区 福建省南平剑津中学内。此处碑刻是南宋绍兴十七年（1147年），南剑州地方官员重建州学所置。
1961年5月10日，福建省人民委员会公布为第一批省级文物保护单位，类型为石刻、造像及其他。